# Cores de ruído
Em engenharia de áudio, eletrônica, física e muitos outros campos, a cor do ruído refere-se ao espectro de potência de um sinal de ruído (um sinal produzido por um processo estocástico). Diferentes cores de ruído têm propriedades significativamente diferentes: por exemplo, como sinais de áudio, elas soam diferentes para os ouvidos humanos e, como imagens, apresentam uma textura visivelmente diferente. Portanto, cada aplicação normalmente requer ruído de uma cor específica.
A prática de nomear tipos de ruído após as cores começou com o ruído branco, um sinal cujo espectro tem potência igual dentro de qualquer intervalo igual de frequências. Outros nomes de cores, como rosa, vermelho e azul, foram dados ao ruído com outros perfis espectrais, frequentemente (mas nem sempre) em referência à cor da luz com espectros semelhantes. Alguns desses nomes têm definições padrão em certas disciplinas, enquanto outros são muito informais e mal definidos. Muitas dessas definições assumem um sinal com componentes em todas as frequências, com uma densidade espectral de potência por unidade de largura de banda proporcional a 1/f β e, portanto, são exemplos de ruído da lei de potência. Por exemplo, a densidade espectral do ruído branco é plana (β = 0), enquanto o ruído de cintilação ou rosa tem β = 1 e o ruído marrom tem β = 2.

## Definições técnicas
Vários modelos de ruído são empregados na análise, muitos dos quais se enquadram nas categorias acima. O ruído de RA ou "ruído autoregressivo" é um modelo desse tipo e gera exemplos simples dos tipos de ruído.
Os nomes de cores para esses diferentes tipos de sons são derivados de uma analogia vaga entre o espectro de frequências de ondas sonoras presentes no som (como mostrado nos diagramas em azul) e o espectro equivalente de frequências de ondas de luz.

### Ruído branco

Espectro de ruído branco. Espectro de potência plana. (eixo logarítmico de frequência)

O ruído branco é um sinal (ou processo), nomeado por analogia à luz branca, com um espectro de frequência plano quando plotado como uma função linear da frequência (por exemplo, em Hz).

### Ruído rosa
O espectro de frequências do ruído rosa é linear em escala logarítmica; tem poder igual em bandas proporcionalmente amplas.

Espectro marrom (−6 dB/oitava)

### Ruído vermelho ou marrom

Espectro de ruído rosa. A densidade de potência cai em 10 dB/década (-3 dB/oitava).

Em campos que adotam definições precisas, a terminologia "ruído vermelho", também chamado de ruído browniano (em referência a Robert Brown), geralmente se refere a uma densidade de potência que diminui 6 dB por oitava com o aumento da frequência (densidade proporcional a 1/f2 em uma faixa de frequência que não inclui CC (em um sentido geral, não inclui um componente constante ou valor na frequência zero) .Em áreas onde a terminologia é usada livremente, "ruído vermelho" pode se referir a qualquer sistema em que a densidade de potência diminua com o aumento da frequência.

### Ruído azul

Espectro azul (+3 dB/oitava)

O ruído azul também é chamado de ruído índigo. A densidade de potência do ruído azul aumenta 3 dB por oitava com o aumento da frequência (densidade proporcional a f) em uma faixa de frequência finita.

### Ruído violeta

Espectro violeta (+6 dB/oitava)

O ruído violeta também é chamado de ruído roxo. A densidade de potência do ruído violeta aumenta 6 dB por oitava com o aumento da frequência.

### Ruído cinza

Espectro de cinza

O ruído cinza é um ruído branco aleatório sujeito a uma curva de intensidade igual à psicoacústica (como uma curva de ponderação A invertida) em um determinado intervalo de frequências, dando ao ouvinte a percepção de que é igualmente alto em todas as frequências.